# RCS2 J032727-132623
RCS2 J032727-132623  è un ammasso di galassie situato in direzione della costellazione di Eridano a circa 5,3 miliardi di anni luce dalla Terra (light travel time).
Osservato con il Telescopio spaziale Hubble, tramite l'effetto di lente gravitazionale è stata individuata la galassia remota RCSGA J032727-132609 con redshift z = 1,70369 che equivale ad una distanza di 9,513 miliardi di anni (light travel time). In tal modo questa galassia così distante appare ingrandita di venti volte e circa quattro volte più luminosa.